# Parcul Natural Bucegi
Parcul Natural Bucegi este o arie protejată de interes național ce corespunde categoriei a V-a IUCN (parc natural), situată pe teritoriile administrative ale județelor Brașov, Dâmbovița și Prahova.

## Localizare
Aria naturală se întinde în partea sudică a județului Brașov (pe teritoriile administrative ale orașelor Predeal și Râșnov și pe cele ale comunelor Bran și Moieciu), în cea nordică a județului Dâmbovița (pe teritoriul comunei Moroeni) și în cea nord-vestică a județului Prahova, pe teritoriile administrative ale orașelor Azuga, Bușteni, Comarnic și Sinaia; în imediata apropiere a drumului național DN1 care leagă capitala țării de municipiul Brașov.

## Descriere
Parcul Natural Bucegi a fost creat 
odată cu promovarea și dezvoltarea turismului, ca măsură de prevenire a procesului de exploatare irațională a resurselor naturale și distrugere a diversității biologice. Are o suprafață totală de 32.663 ha, din care 16.334 ha se află pe teritoriul județului Dâmbovița.
Parcul Natural Bucegi a fost înființat în anul 1974, urmând să fie declarat arie protejată prin Legea nr.5 din 6 martie 2000 (privind aprobarea Planului de amenajare a teritoriului național - Secțiunea a III-a - zone protejate).  
În anul 2003, prin Hotărârea de Guvern nr. 230 din 4 martie (privind delimitarea rezervațiilor biosferei, parcurilor naționale și parcurilor naturale și constituirea administrațiilor acestora), urmează să se restabilească limitele și suprafața acestuia. 
Administrația parcului se află în comuna Moroeni, județul Dâmbovița.
În arealul parcului sunt incluse rezervațiile naturale: Abruptul Bucșoiu - Mălăiești - Gaura (1.634 ha), Locul fosilifer Plaiul Hoților (arie protejată de tip paleontologic întinsă pe o suprafață de 6 ha, cu formațiuni de flișuri cretacice stratificate alcătuite din roci argilo-marnoase, conglomerate tilloide, blocuri de calcare și șisturi marno-argiloase cu inserții de calcit; cu bogate depozite de faună și floră fosilă), Turbăria Lăptici (mlaștină oligotrofă cu o suprafață de 14,90 ha, aflată în lunca stângă a pârâului Scândurarilor), Locul fosilifer Vama Strunga (10 ha), Peștera - Cocora (Valea Horoabei - Cocora) (307 ha), Abruptul prahovean Bucegi (3.478 ha), Munții Colții lui Barbeș (1.513 ha), Peștera - Cocora (Valea Horoabei - Cocora) (307 ha) și Peștera Răteiului (1,50 ha).

## Geologie

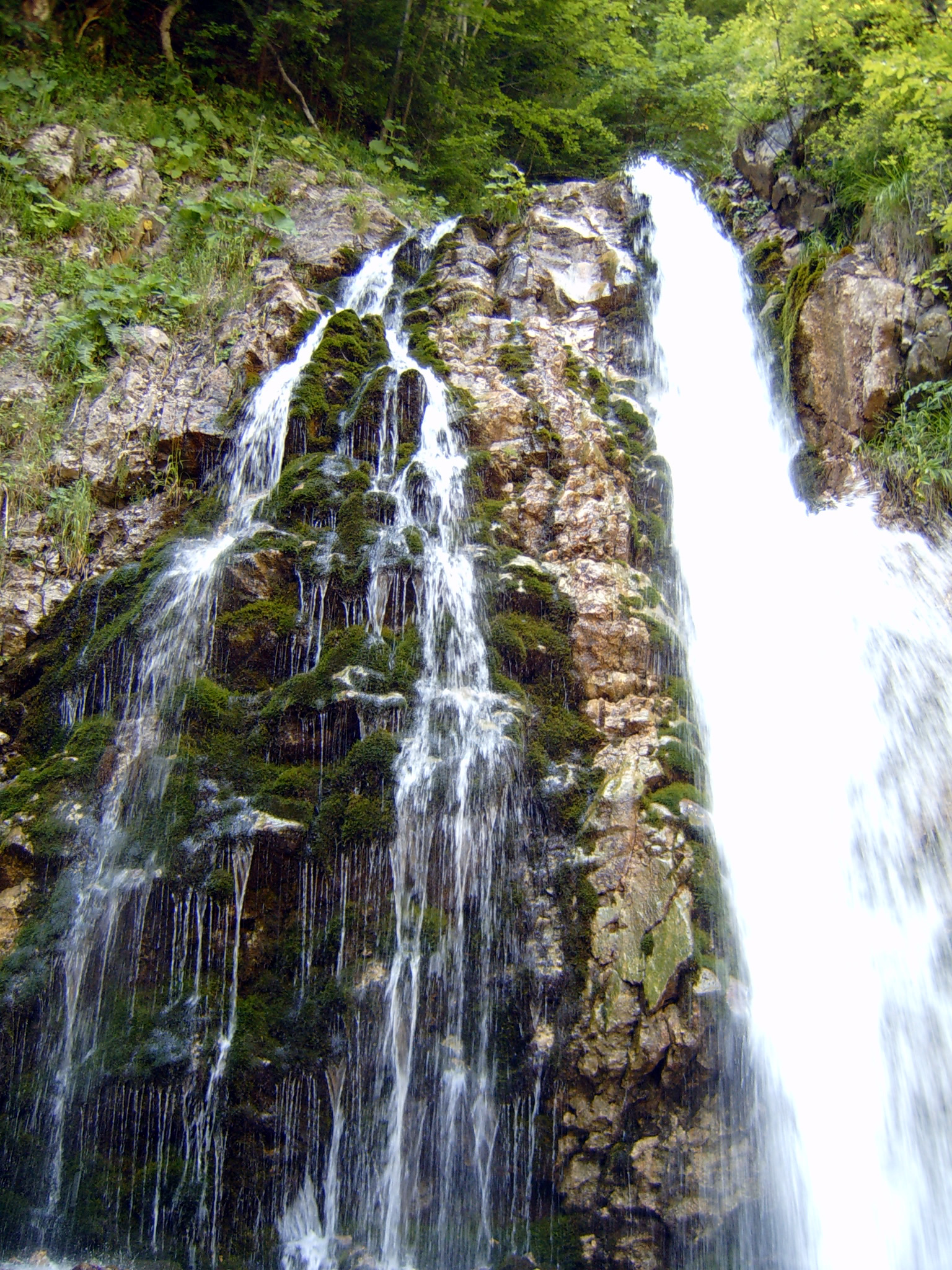
Cascada Urlătoarea

Geologic, munții Bucegi sunt alcătuiți dintr-o mare varietate de roci: calcare, șisturi cristaline, fapt pentru care relieful este divers. Se întâlnesc aici forme deosebite: forme de ciuperci (Babele), cap de om (Sfinxul), turnuri, ace și polițe, peșteri (Ialomiței) și chei (Zănoagei, Ghimbarului). Frumusețea peisajului este sporită de culmile abrupte de peste 1000 m dinspre Valea Prahovei, de netezimea platoului Bucegilor și de cascade (Urlătoarea).
Altitudinile oscilează între 800 m și 2505 m (vârful Omu), unde este amplasată o stație meteorologică.
Parcul cuprinde o mare diversitate biologică, geologică, geomorfologică, carstul ce prezintă o importanță deosebită prin frumusețea peisajului și prin interesul științific: Peștera Ialomiței, Peștera Rătei, Cheile Zănoagei, Cheile Urșilor, Cheile Orzei, Cheile Tătarului, Clăile din Lespezi, Canionul Horoabei, lapiezuri, doline.
Pe vârful Caraiman la altitudinea de 2291 m,  a fost înălțată Crucea Eroilor Neamului vizibilă de la mare distanță, dedicată cinstirii memoriei eroilor neamului căzuți în Primul Război Mondial.

## Biodiversitate
Munții Bucegi (cuprinzând elemente naturale cu valoare sub aspect fizico-geografic, floristic, hidrologic, geologic și speologic) prezintă o arie naturală montană cu o gamă floristică și faunistică diversă, exprimată atât la nivel de specii cât și la nivel de ecosisteme terestre.

### Habitate
Parcul natural se suprapune sitului de importanță comunitară - Bucegi și dispune de mai multe tipuri de habitate; astfel: Păduri alpine cu Larix decidua și/sau Pinus cembra, Păduri dacice de fag (Symphyto-Fagion), Păduri sud-est carpatice de molid (Picea abies) cu Soldanella hungarica, Păduri acidofile de Picea abies din regiunea montană (Vaccinio-Piceetea), Păduri de fag de tip Luzulo-Fagetum, Păduri medio-europene de fag din Cephalanthero-Fagion, Păduri din Tilio-Acerion pe versanți abrupți, grohotișuri și ravene, Pajiști montane de Nardus bogate în specii pe substraturi silicioase, Pajiști calcifile alpine și subalpine, Fânețe montane, Tufărișuri alpine și boreale, Tufărișuri cu Pinus mugo și Rhododendron myrtifolium, Peșteri în care accesul publicului este interzis, Grohotișuri calcaroase și de șisturi calcaroase din etajul montan până în cel alpin (Thlaspietea rotundifolii), Grohotișuri silicioase din etajul montan până în cel alpin (Androsacetalia alpinae și Galeopsietalia ladani), Versanți stâncoși cu vegetație chasmofitică pe roci calcaroase, Vegetație herbacee de pe malurile râurilor montane și Vegetație lemnoasă cu Salix elaeagnos de-a lungul cursurilor de apă montane; habitate ce adăpostesc, conservă și protejează o gamă diversă de floră și faună specifică estului lanțului carpatic meridional.

### Faună
Fauna parcului este una diversificată și reprezentată de mai multe specii de mamifere, păsări, pești, amfibieni și reptile, unele protejate prin lege și aflate pe lista roșie a IUCN.
Mamifere: urs carpatin (Ursus arctos), lup (Canis lupus), cerb (Cervus elaphus), cerb lopătar (Dama dama), capră neagră (Rupicapra rupicapra), căprioară (Capreolus capreolus), pisică sălbatică (Felis silvestris), râs eurasiatic (Lynx lynx), jder de copac (Martes martes), vulpe (Vulpes vulpes crucigea), veveriță (Sciurus carolineansis), orbete (Nannospalax leucodon), liliacul cu urechi late (Barbastella barbastellus), liliacul mic cu potcoavă (Rhinolophus hipposideros), liliacul târziu (Eptesicus serotinus), liliacul urecheat (Plecotus auritus), liliacul de ziduri (Vespertilio murinus), chițcanul de câmp (Crocidura leucodon), pârșul cu coada stufoasă (Dryomys nitedula), șoarece săritor de pădure (Sicista betulina);
Păsări: cocoșul de munte (Tetrao urogallus), acvilă de munte (Aquila chrysaetos), vultur pleșuv sur (Gyps fulvus), corb (Corvus corax), șorecarul comun (Buteo jamaicensis), mierla de piatră (Monticola saxatilis), forfecuță gălbuie (Loxia curvirostra), lăstun mare (Apus apus), fâsă de munte (Anthus spinoleta);
Reptile și amfibieni: șarpele lui Esculap (Elaphe longissima), șarpele de alun (Coronella austriaca), șarpele orb (Anguis fragilis), viperă (Vipera berus), șopârla de câmp (Lacerta agilis), șopârla de ziduri (Podarcis muralis), izvorașul-cu-burta-galbenă (Bombina variegata), salamandra carpatică (Triturus montandoni), brotacul verde de copac (Hyla arborea), broasca-roșie-de-munte (Rana temporaria), broasca-roșie-de-pădure (Rana dalmatina), tritonul de munte (Triturus alpestris), tritonul comun transilvănean (Triturus vulgaris), salamandra de foc (Salamandra salamandra);
Pești: petroc (Gobio kessleri) și zglăvoacă (Cottus gobio)

### Floră
Flora ariei protejate este constituită din specii vegetale distribuite etajat, în concordanță cu structura geologică, caracteristicile solului și climei, structurii geomorfologice sau altitudinii.
Arbori și arbusti: brad (Abies), zadă (Larix), tisă (Taxus baccata), zâmbru (Pinus cembra), larice (Larix decidua), frasin (Fraxinus) fag (Fagus sylvatica), mesteacăn (Betula pendula), plop tremurător (Populus tremula), salcie căprească (Salix capreea), salcie de turbă (Salix myrtilloides), salcie pitică (Salix retusa), jneapăn (Pinus mugo), ienupăr (Juniperus communis), alun (Corylus avellana), merișor (Vaccinum vitis idaea), afin (Vaccinum myrtillus L.), mur (Rubus fruticosus), salbă moale (Euonymus europaeus);
Flori și ierburi cu specii rare, unele protejate prin lege sau endemice pentru această zonă: floarea de colț (Leontopodium alpinum Cass), papucul doamnei (Cypripedium calceolus), bujor de munte (Rhododendron kotschyi), iederă albă (Daphne blagayana), argințica (Dryas octopetala), angelică (Angelica archangelica), cosaci (Astragalus depressus), limba cucului (Botrychium lunaria),  ferigă de piatră (Cystopteris alpina), micsandră de munte (Erysimum officinalis), stânjenel mic de munte (Iris ruthenica), mac galben (Glaucium flavum), sângele voinicului (Nigritella rubra), crucea voinicului (Hepatica transsilvanica), piciorul cocoșului (Ranunculus repens L.), ghințură galbenă (Gentiana lutea), foaie grasă (Pinguicula alpina), gențiană (Gentiana clusii), omag galben (Aconitum anthora), rușuliță (Hieracium aurantiacum), iarba-ciutei (Doronicum austriacum), valeriană (Valeriana officinalis), piciorul cocoșului de munte (Ranunculus montanus), iarba osului (Helianthemum nummularium), cinci-degete (Potentilla reptans), ochelariță (Biscutella laevigata), stânjenel mic de munte (Iris ruthenica), cimbrișor de câmp (Thymus serpyllum), ciurul zânelor (Carlina acaulis), argințica (Dryas octopetala), cornuț de munte (Cerastium arvense), ciuboțica cucului de munte (Primula eliator), saxifragă roșie (Saxifraga oppositifolia), margaretă (Leucanthemum vulgare), lâna caprelor (Cerastium tomentosum), clopoțel de munte (Campanula alpina), trifoi roșu (Trifolium pratense), iarbă roșioară (Silene acaulis).

## Căi de acces
- Drumul național DN1 pe ruta: București - Ploiești - Comarnic - Sinaia - Azuga - Bușteni.

## Monumente și atracții turistice
În vecinătatea parcului se află numeroase obiective de interes istoric, cultural și turistic; astfel:
- Biserica „Adormirea Maicii Domnului” din Bran, lăcaș de cult ortodox (monument istoric) ridicat între anii 1828-1836.Biserica nouă a Mănăstirii Sinaia

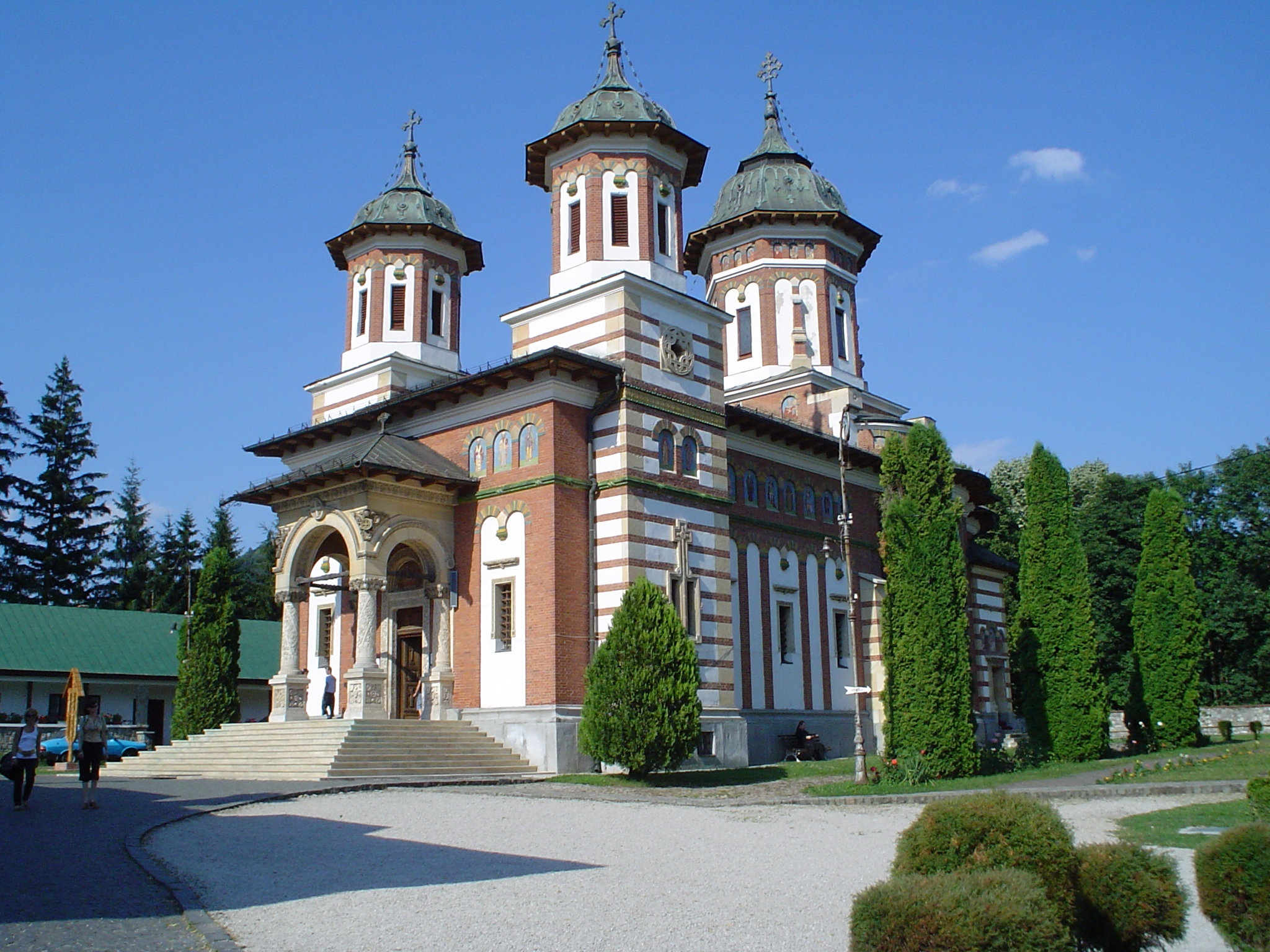
Biserica nouă a Mănăstirii Sinaia

- Mănăstirea Sinaia (monument istoric, complex monahal de călugări) așezământ religios construit în secolul al XVII-lea, ctitoria spătarului Mihai Cantacuzino, fiul marelui postelnic Constantin Cantacuzino.
- Mănăstirea Caraiman din Poiana Palanca, Bușteni
- Biserica Domnească din Bușteni, lăcaș de cult construit în anul 1889, ctitoria regelui Carol I și a reginei Elisabeta a României.
- Castelul Bran (monument istoric) construit între anii 1211-1377 cu destinație inițială de cetate militară (de supraveghere a Pasului Rucăr-Bran) și transformat în anul 1920, în castel.
- Castelul Peleș din Sinaia, monument istoric construit între anii 1873-1914 la dorința regelui Carol I al României și reprezintă unul din cele mai importante clădiri istorice din țară
- Castelul Pelișor construit în parcul Castelului Peleș între anii 1899-1902. Din anul 1903 castelul devine reședința de vară a regelui Ferdinand I al României și a reginei Maria
- Ansamblul Castelului Cantacuzino din Zamora (cartier al orașului Bușteni), monument istoric construit în anul 1910
- Muzeul satului Bran care adăpostește importante valori ale arhitecturii tradiționale din Țara Bârsei (case țărănești ce includ anexe gospodărești, joagăr, piuă, dârste) și reflectă ocupațiile străvechi ale localnicilor (prelucrarea lemnului, cultura plantelor și creșterea animalelor)[16].

## Evenimente
În Parcul Natural Bucegi se desfășoară festivalul Padina FEST, criticat pentru cantitatea mare de deșeuri lăsat în urmă.